# Melchor María Mercado
José Melchor María Mercado Castro (Chuquisaca, Virreinato del Río de la Plata; 6 de enero de 1816 - Sucre, Bolivia; 22 de mayo de 1871) fue un pintor, profesor, abogado y naturalista boliviano, conocido por sus ilustraciones sobre Bolivia en acuarela, abarcando casi todo el territorio nacional.

## Vida
José Melchor María Mercado Castro nació el 6 de enero de 1816 en la ciudad de Chuquisaca (actual Sucre), parte del Virreinato del Río de la Plata. Cursó sus primeros estudios primarios en la escuela lancasteriana de enseñanza mutua, establecida en Sucre en 1827/1829, y sus estudios secundarios los hizo en el Colegio Junín, inaugurado por el Mariscal Antonio José de Sucre en 1826. Más adelante, la presencia del naturalista y explorador francés Alcide d'Orbigny en Bolivia (1830-1833) y en la ciudad de Sucre en particular, de diciembre de 1832 a marzo de 1833 tuvo un impacto significante en el Mercado, que entonces tenía 16 años. Posteriormente, estudió derecho en la Universidad Mayor Real y Pontificia San Francisco Xavier de Chuquisaca (1845).

## Obras
El Álbum de "Paisajes, tipos humanos y costumbres de Bolivia", un álbum de láminas a la acuarela, es la obra pictórica más conocida y extensa de Melchor María Mercado. Las ilustraciones de este álbum revelan las costumbres de los bolivianos, especialmente de personajes populares en escenas de la vida cotidiana, así como paisajes rurales y urbanos, herramientas e instrumentos de trabajo, flora y fauna, y construcciones con un asombroso realismo. Las láminas con sus acuarelas fueron creadas de forma intermitente entre 1849 y 1868. Su obra no se limita únicamente a retratar personas; también evoca el entorno natural de los bolivianos, como montañas, ríos, plantas y animales, así como los entornos construidos por el hombre, como ciudades, pueblos, jardines, huertos, iglesias y monumentos. Está compuesto por 116 láminas sobre hojas de papel común, de oficio, de la época, de tamaño uniforme (21 x 32 cm).
En 2019, el Archivo y Biblioteca Nacionales de Bolivia (ABNB) postuló esta obra de Mercado a la Unesco, y en diciembre de 2020 fue declarado Memoria del Mundo.